# Dometaia
Dometaia est une frazione de la commune de Colle di Val d'Elsa, dans la province de Sienne en Toscane.

## Géographie
Dometaie est un petit hameau composé de quelques édifices situé à environ 4 km au sud-est de la ville de Colle di Val d'Elsa.

### Nécropole étrusque

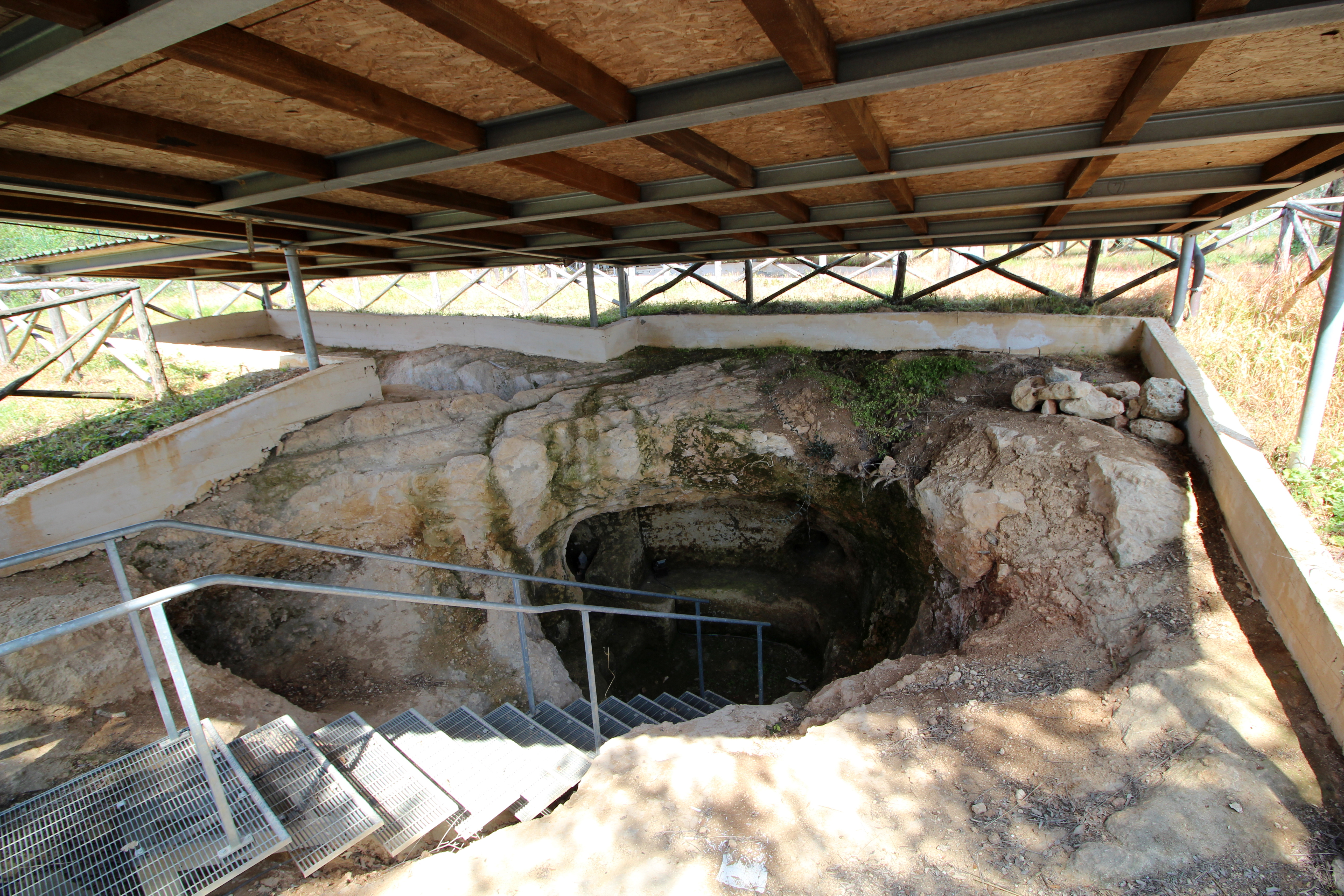
Entrée de la nécropole étrusque.

L'endroit est surtout connu pour la découverte archéologique d'une nécropole étrusque connue depuis le milieu du XIXe siècle mais explorée au cours des dernières décennies du XXe siècle.
Les travaux entrepris depuis 1976 par  le Gruppo Archeologico Colligiano, mandaté par  la Soprintendenza Archeologica Toscana, pour l'ensemble des dix tombes à hypogée, alimentent, par leurs découvertes, le musée archéologique Ranuccio-Bianchi-Bandinelli de Colle di Val d'Elsa.

## Sources
- (it) Cet article est partiellement ou en totalité issu de l’article de Wikipédia en italien intitulé « Dometaia » (voir la liste des auteurs).